# Huai Yot
Huai Yot (em tailandês: อำเภอห้วยยอด) é um distrito da província de Trang, no sul da Tailândia. É um dos 10 distritos que compõem a província. Sua população, de acordo com dados de 2012, era de 88 106 habitantes, e sua área territorial é de 747,25 km².